# Aimee Mullins

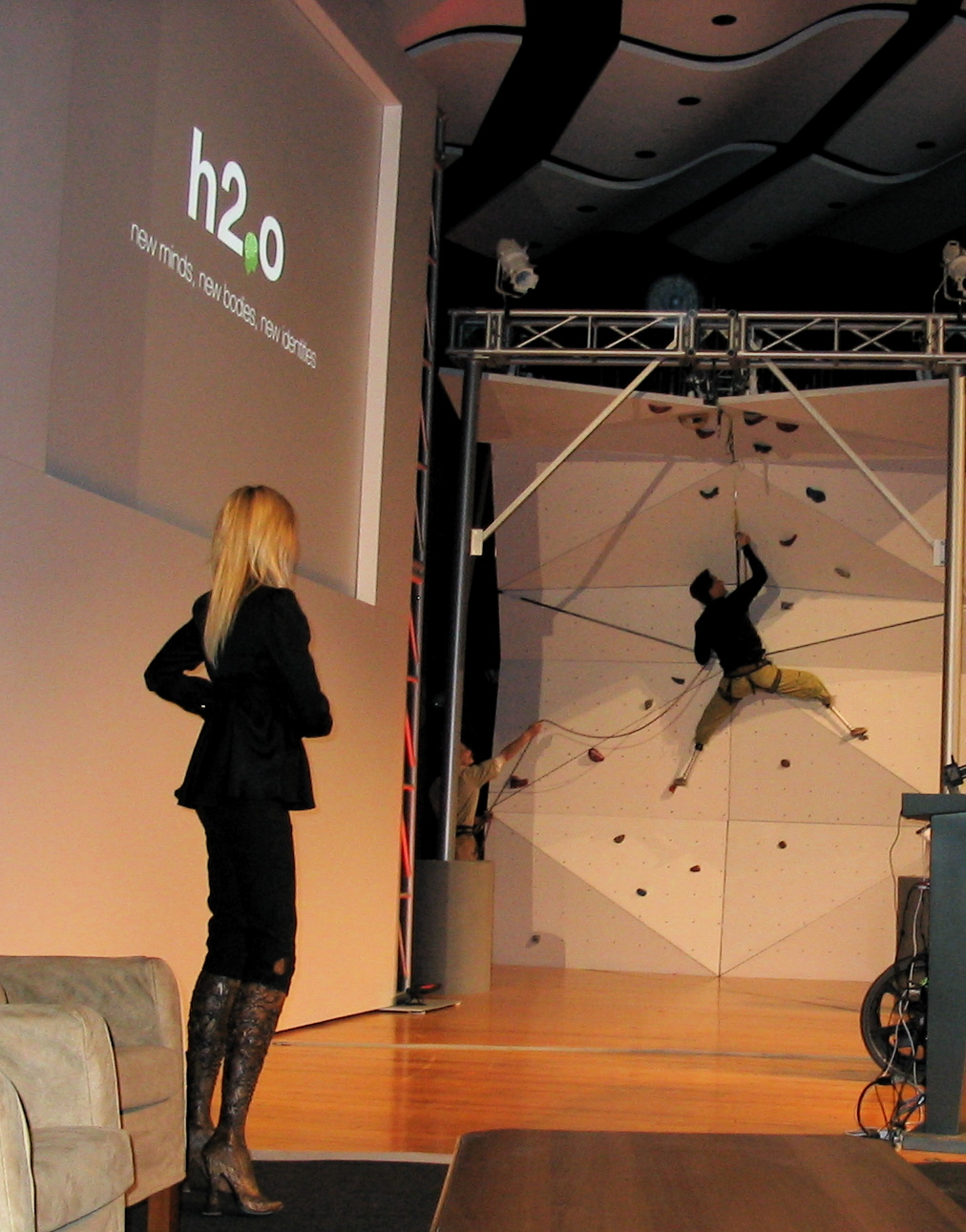
Aimee Mullins, op haar gebeeldhouwde essehouten kunstbenen, kijkt hoe Hugh Herr, eveneens op kunstbenen, een klimmuur bestijgt (2007)

Aimee Mullins (Allentown, Pennsylvania, 20 juli 1975) is een Amerikaanse voormalige paralympisch atlete en wereldrecordhouder. Zij zet zich in de Verenigde Staten in op het gebied van vrouwensport en rond thema's als innovatie en design, onder andere van protheses. Daarnaast is ze actief als actrice en mannequin.

## Biografie
Mullins werd geboren zonder kuitbeenderen (fibulaire hemimelie). Daarom werden haar benen onder de knie geamputeerd toen zij een jaar oud was. Ze heeft sinds ze twee jaar oud was protheses. Ze studeerde met een beurs van het ministerie van defensie aan de Universiteit van Georgetown in Washington, D.C. en werkte als stagiaire op het Pentagon.
In haar studietijd bleek dat Mullins tijdens atletiekwedstrijden van de National Collegiate Athletic Association net zo goed was als niet-gehandicapte atleten. Ze nam voor de Verenigde Staten deel aan de Paralympische Zomerspelen 1996 waar ze wereldrecords vestigde op de 100 meter hardlopen, op de 200 meter hardlopen en bij het verspringen. In 1998 stopte ze met wedstrijdsport.
Van 2007 tot 2009 was Mullins voorzitter van de Amerikaanse Women's Sports Foundation; ze bleef vervolgens aan als lid van de Raad van Bestuur van deze organisatie. Ze was Chef de Mission voor de Verenigde Staten op de Paralympische Zomerspelen 2012 in Londen. In 2012 werd ze door toenmalig minister van buitenlandse zaken Hillary Clinton benoemd tot lid van de Council to Empower Women and Girls Through Sports.
In 2011 werd Mullins Global Ambassador voor L'Oréal. Ze is een bekend spreker over onderwerpen die te maken hebben met identiteit, design, innovatie en het lichaam. Ze trad meerdere malen op bij TED-conferenties.
Mullins is vooral geïnteresseerd in innovatie van protheses.

## Model en actrice
Mullins is actief als model en mannequin. In 1999 trad ze op als model in de modeshow van de Britse ontwerper Alexander McQueen, op beenprotheses gemaakt van met de hand bewerkt essenhout die een geheel vormen met haar laarzen. 
In 2002 speelde Mullins voor het eerst in een film: Cremaster 3 van mediakunstenaar Matthew Barney. Een jaar later speelde ze Lucie Crale in de televisieversie van Agatha Christies Five Little Pigs (met David Suchet in de rol van Hercule Poirot). In de film World Trade Center (2006) speelde ze een journaliste. In 2016 speelde ze in seizoen 1 en 2 van de Netflix serie Stranger Things  de moeder van hoofdpersoon Eleven.

## Persoonlijk en wetenswaardigheden
Mullins, die twaalf paar beenprotheses bezit, kan door haar kunstbenen te verwisselen in lengte variëren van 1,70 tot 1,83 meter.
Mullins komt voor in verschillende boeken, zoals in Athlete van de fotograaf Howard Schatz (2002), Laws of the Bandit Queens. Words to Live by from 35 of Today's Most Revolutionary Women van Ali Smith (2002) en The Prosthetic Impulse. From a Posthuman Present to a Biocultural Future door Marquard Smith en Joanne Morra (2006).
In 2016 trouwde ze met de Britse acteur Rupert Friend.

## Filmografie

### Films
| Jaar | Titel                | Rol                     | Bijzonderheden |
| ---- | -------------------- | ----------------------- | -------------- |
| 2006 | Marvelous            | Becka                   |                |
| 2006 | World Trade Center   | Reporter                |                |
| 2008 | Quid Pro Quo         | Raine                   |                |
| 2013 | In the Woods         |                         |                |
| 2014 | Rob the Mob          | Carrie                  |                |
| 2014 | Young Ones           | Katherine Holm          |                |
| 2014 | Appropriate Behavior | Sasha                   |                |
| 2014 | River of Fundament   | The Ka of Norman / Isis |                |
| 2015 | STRYKA               | Stryka                  | Korte film     |
| 2015 | In Stereo            | Trisha Bontecou         |                |
| 2017 | Rufus                | Celia                   | Korte film     |
| 2018 | Unsane               | Ashley Brighterhouse    |                |
| 2019 | Drunk Parents        | Heidi Bianchi           |                |
| 2023 | Asteroid City        | Actrice                 |                |

### Televisie
| Jaar       | Titel                    | Rol                                              | Bijzonderheden                                                |
| ---------- | ------------------------ | ------------------------------------------------ | ------------------------------------------------------------- |
| 2002       | Cremaster 3              | The Entered Novitiate / Oonagh MacCumhail        |                                                               |
| 2003       | Agatha Christie's Poirot | Lucy Crale                                       | Aflevering: "Five Little Pigs"                                |
| 2011       | Naked in a Fishbowl      | Nance                                            | Aflevering: "The Bold and the Bucious"                        |
| 2014       | Crossbones               | Antoinette / Woman in White / The Woman-In-White | 4 afleveringen                                                |
| 2015       | The Mysteries of Laura   | Connie Baker                                     | Aflevering: "The Mystery of the Exsanguinated Ex"             |
| 2015       | Power                    | Ellen Wenrich                                    | Aflevering: "Ghost Is Dead"                                   |
| 2016       | Limitless                | Dr. Peri                                         | Aflevering: "Hi, My Name Is Rebecca Harris"                   |
| 2016–heden | Stranger Things          | Terry Ives                                       | 11 afleveringen                                               |
| 2017       | Odd Mom Out              | Annabelle Hughes                                 | Aflevering: "Homo Erectus"                                    |
| 2019       | Bull                     | Alice Yarrow                                     | Aflevering: "Billboard Justice"                               |
| 2020       | Devs                     | Anya                                             | 3 afleveringen                                                |
| 2020       | MacGyver                 | Jess Miller                                      | Aflevering: "Thief + Painting + Auction + Viro-486 + Justice" |

## Citaat
' Adversity is just change that we haven't adapted ourselves to, yet.
' Sure, I'd love to have children some day. But world domination comes first.'